# گومر پایل، یو.اس.ام.سی.
گومر پایل، یو.اس.ام.سی. (انگلیسی: Gomer Pyle, U.S.M.C.) یا گومر پایل،  سپاه تفنگداران دریایی ایالات متحده آمریکا نام یک مجموعهٔ تلویزیونی کمدی موقعیت که نخستین بار از ۲۵ سپتامبر ۱۹۶۴ تا ۲ مه ۱۹۶۹ میلادی از شبکه تلویزیونی سی‌بی‌اس پخش شد.
این مجموعهٔ تلویریونی، یک اسپین‌آف از مجموعهٔ اندی گریفیت شو که در واقع نخستین قسمتش، در روزِ پخشِ آخرین قسمت فصل چهارمِ اندی گریفیت شو به روی آنتن رفت.
«گومر پایل، یو.اس.ام.سی.» در پنج فصل و ۱۵۰ قسمت پخش شد و مابین سال‌های ۲۰۰۶ تا ۲۰۰۸ میلادی، پارامونت پیکچرز، دی‌وی‌دیهای آن را نیز منتشر کرد.
این مجموعه در زمان پخش، بسیار موفق بود و در «رده‌بندی نیلسن» همواره جزءِ ۱۰ سریال اول جای داشت و در حالی به‌پایان رسید که در ارزیابیِ نهایی، دومین سریال پُرامتیاز و محبوب ایالات متحده آمریکا نام گرفت.
سریال دربارهٔ جوانی ساده‌دل و خوش طینت به نام «گومر پایل» است که متصدی پمپ بنزین است و تصمیم می‌گیرد تا برای پیوستن به سپاه تفنگداران دریایی ایالات متحده آمریکا نام‌نویسی کند.